# Skate nos Jogos Olímpicos
O skate fez sua primeira aparição nos Jogos Olímpicos em 2021 em Tóquio. Também foi aprovado pelo Comité Olímpico Internacional para inclusão nos Jogos Olímpicos de 2024, em Paris. A World Skate sanciona atualmente a modalidade.
Em setembro de 2015, o skate foi incluído em uma lista de esportes junto com o beisebol/softbol, caratê, surfe e escalada esportiva para ter sua inclusão em Tóquio 2020; e em junho de 2016, o Conselho Executivo do COI anunciou que apoiaria a proposta de incluir todos os esportes pré-selecionados. Finalmente, em 3 de agosto de 2016, todos os cinco esportes (contando beisebol e softbol juntos como um esporte) foram aprovados para inclusão no programa olímpico.

## Eventos
| Eventos          | 2020 | 2024 | Edições |
| ---------------- | ---- | ---- | ------- |
| Park masculino   | •    | •    | 2       |
| Park feminino    | •    | •    | 2       |
| Street masculino | •    | •    | 2       |
| Street feminino  | •    | •    | 2       |
|                  |      |      |         |
| Total de eventos | 4    | 4    |         |

## Quadro de medalhas geral
Um total de cinco delegações conquistaram medalhas nas duas aparições do skate como modalidade olímpica, em Tóquio 2020 e Paris 2024:
| Ordem | País               | Medalha de ouro | Medalha de prata | Medalha de bronze |    |
| ----- | ------------------ | --------------- | ---------------- | ----------------- | -- |
| 1     | JPN Japão          | 5               | 3                | 1                 | 9  |
| 2     | AUS Austrália      | 3               |                  |                   | 3  |
| 3     | BRA Brasil         |                 | 3                | 2                 | 5  |
| 4     | USA Estados Unidos |                 | 2                | 3                 | 5  |
| 5     | GBR Grã-Bretanha   |                 |                  | 2                 | 2  |
| TOTAL | TOTAL              | 8               | 8                | 8                 | 24 |